# Godiasco
Godiasco (nombre completo: Godiasco Salice Terme) es una localidad y comuna italiana de la provincia de Pavía, región de Lombardía, con 3.299 habitantes. El municipio se encuentra en Oltrepò Pavese, en la frontera con la provincia de Alessandria, en el curso medio del arroyo Staffora.

## Evolución demográfica
| Gráfica de evolución demográfica de Godiasco entre 1861 y 2001 |
|                                                                |
| Fuente ISTAT - elaboración gráfica de Wikipedia                |